# Ford Ranger
Ford Ranger je pick-up automobil marke Ford i proizvodi se od 1982. godine. Model je različit u SAD-u i u ostatku svijeta. U SAD-u se proizvodio od 1982. do 2011. godine, Ford je ukinuo Ranger u SAD-u jer bi nova generacija mogla ugroziti prodaju F-150 modela. U ostatku svijeta Ranger se proizvodi od 1998. godine, dok je Ranger za SAD proizvod Ford-a globalni model je baziran na Mazdinim pick-up modelima B-Series i BT-50. Nova generacija globalnog Rangera je napravljena potpuno od strane Forda na novoj T6 platformi. Sada je stvar obrnuta, sada je Mazda BT-50 bazirana na novom Ranger-u.

## Model u SAD-u

### Prva generacija
Prvi Ranger se proizvodio od 1982. do 1992. godine. Koristio je arhitehturu sličnu tadašnjem F-150 modelu, proizvodio se u raznim tipovima karoserije i koristio je redne-4 benzinske i dizelske motore te V6 benzince, motori su upareni s ručnim mjenjačima s 4 ili 5 stupnjeva prijenosa ili s automatskim mjenjačima s 3 ili 4 stupnja prijenosa ovisno o modelu. 1989. je učinjen facelift koji je osim vanjskih izmjena donio nove mjenjače i motore.

### Druga generacija
Ford je 1993. godine nadogradio Ranger, odnosno predstavio drugu generaciju. Motori su samo benzinci upareni s automatskim ili ručnim mjenjačima s 4 ili 5 stupnjeva prijenosa. Ovaj model se prodavao i u Južnoj Americi te se zbog povećanja prodaje tamo i proizvodio od 1996. godine.

#### Treća generacija
Zadnja veća promjena se dogodila 1998. godine, od tada pa do kraja proizvodnje 2011. godine Ford je konstantno nadograđivao model s raznom opremom i motorima. Od 1999. godine pa do kraja proizvodnje Ford je prodao preko 2 milijuna primjeraka treće generacije.

## Globalni model

### Prva generacija
Prvi globalni Ranger se proizvodio od 1998. do 2006. godine. Facelift je urađen 2002. godine. Ovaj automobil je identičan Mazda B-Series modelu.

### Druga generacija
Druga generacija globalnog Ranger-a se proizvodila od 2006. do 2011. godine. Ovaj automobil je identičan Mazda BT-50 modelu.

### Treća generacija
Potpuno novi Ranger je predstavljen 2011. godine, za razliku od prijašnjih modela koji su identični Mazdinom ovaj model je u potpunosti konstruirao Ford. Mazdin BT-50 pick-up je identičan ovom Ford Rangeru. Novi Ranger se proizvodi u tri karoserijske inačice i dostupan je s benzinskim motorom i ručnim mjenjačem s 5 stupnjeva prijenosa. Dizelski motori su upareni s ručnim ili automatskim mjenjačima s 6 stupnjeva prijenosa. Novi T6 Ranger je sličnih dimenzija kao i Ford F-150 model te je Ford odustao od Rangera u SAD-u. 
Novi Ranger je dobio najbolje Euro NCAP ocjene ikad postignute za pick-up tip automobila. Dobio je 5 zvjezdica i 96% bodova za zaštitu odraslih putnika